# Giuseppe Bonachia
Giuseppe Bonachia, noto anche come Maxarato (Sciacca, 1562 – ...), è stato un ceramista e maestro maiolicaro italiano, operò fino al 1622.
Fu specializzato nel genere dei quadri maiolicati, per lo più raffiguranti soggetti religiosi.
La sua opera maggiore è rappresentata dall'esecuzione di 16 pannelli istoriati, rappresentanti scene del Vecchio e Nuovo Testamento contornati da altri soggetti all'interno dell'ex Cappella di San Giorgio dei Genovesi a Sciacca (AG). Oggi i pannelli di cui abbiamo notizia sono sei e mezzo e vengono custoditi ed esposti presso l'Istituto statale d'arte "Giuseppe Bonachia" di Sciacca. Sono composti da 273 mattonelle quadrate di 17,5 cm, disposti in sette righe e trentanove colonne e misurano complessivamente 1,22 x 6,82 m. Sono da aggiungere altri 28 mattoni del pannello con l'effigie dell'Armigero per un totale di 301 mattoni. Altri due pannelli incompleti risultano essere esposti presso il Museo regionale della ceramica di Caltagirone.